# Инаугурация Бенджамина Гаррисона
Инаугурация Бенджамина Гаррисона в качестве 23-го Президента США состоялась 4 марта 1889 года. Одновременно к присяге был приведён Леви Мортон как 22-й вице-президент США. Председатель Верховного суда США Мелвилл Фуллер проводил президентскую присягу, а присягу вице-президента принимал временный президент Сената США Джон Джеймс Ингаллс. 
Гаррисон имел рост 1,68 метров, тем самым он был одним из самых низких президентов США, уступая Джеймсу Мэдисону; он также был четвёртым (и последним) президентом, имеющим пышную бороду. Церемония инаугурации Гаррисона состоялась во время ливня в Вашингтоне, в ходе чего уходящий президент Гровер Кливленд держал зонтик над головой Гаррисона, когда он принимал присягу.
Речь Бенджамина была короче, чем у его деда, Уильяма Генри Гаррисона, чья речь является рекордной по продолжительности инаугурационной речи президента США. В своей речи Бенджамин Гаррисон приписал рост нации влиянию образования и религии, призвал хлопковые штаты и горнодобывающие территории достичь промышленных пропорций восточных штатов и пообещал защитный тариф. Гаррисон также призвал к скорейшему созданию государственности для территорий и выступал за пенсии для ветеранов, заявление, которое было встречено восторженными аплодисментами. В области иностранных дел Гаррисон подтвердил доктрину Монро как основу внешней политики, одновременно призывая к модернизации военно-морского флота и торгового флота. Он выразил свою приверженность международному миру через невмешательство в дела иностранных правительств.
Оркестр морской пехоты США под руководством Джона Сузы играл на инаугурационном балу, на котором присутствовала большая толпа. После переезда в Белый дом Гаррисон довольно пророчески заметил: «Между кабинетом президента и тем, что не очень точно называют его личными апартаментами, есть только дверь — та, которая никогда не запирается. Там должно быть административное здание, не слишком далеко, но совершенно отличное от жилого дома. Для всех остальных на государственной службе есть незакрытое пространство между спальней и письменным столом».

## Галерея

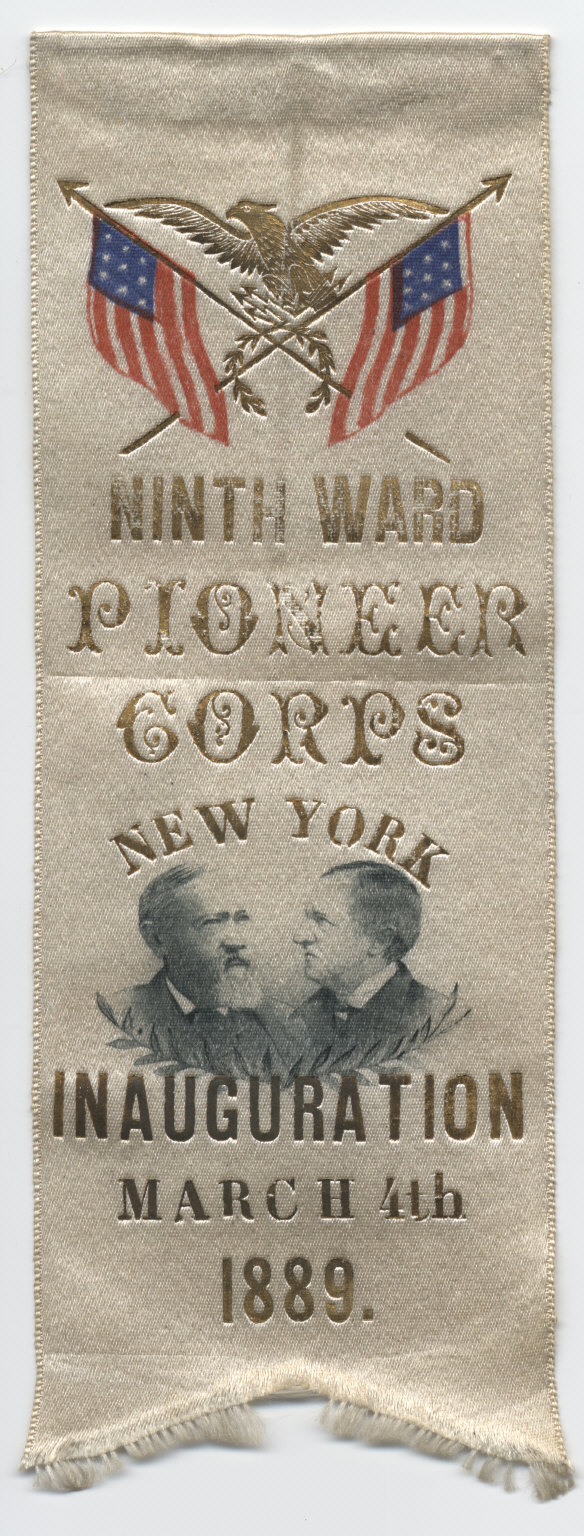
Инаугурационная лента
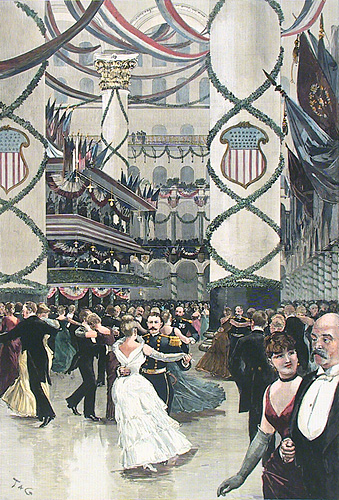
Инаугурационный бал